# Akiachak
Akiachak és una concentració de població designada pel cens dels Estats Units d'Amèrica a l'estat d'Alaska.

## Demografia
Segons el cens dels Estats Units del 2000, Akiachak tenia 585 habitants, 133 habitatges, i 111 famílies La densitat de població era de 33,4 habitants/km².
Dels 133 habitatges en un 63,9% hi vivien nens de menys de 18 anys, en un 59,4% hi vivien parelles casades, en un 15% dones solteres, i en un 15,8% no eren unitats familiars. En el 14,3% dels habitatges hi vivien persones soles el 2,3% de les quals corresponia a persones de 65 anys o més que vivien soles. El nombre mitjà de persones vivint en cada habitatge era de 4,4 i el nombre mitjà de persones que vivien en cada família era de 4,89.
Per edats la població es repartia de la següent manera: un 44,4% tenia menys de 18 anys, un 9,6% entre 18 i 24, un 26,5% entre 25 i 44, un 14,5% de 45 a 60 i un 5% 65 anys o més.
L'edat mediana era de 22 anys. Per cada 100 dones hi havia 121,6 homes. Per cada 100 dones de 18 o més anys hi havia 118,1 homes.
La renda mediana per habitatge era de 35.833 $ i la renda mediana per família de 35.288 $. Els homes tenien una renda mediana de 31.667 $ mentre que les dones 18.750 $. La renda per capita de la població era de 8.321 $. Aproximadament el 16,2% de les famílies i el 21,2% de la població estaven per davall del llindar de pobresa.

## Poblacions properes
El següent diagrama mostra les poblacions més properes.